# Drina
La Drina (in cirillico: Дрина?) è un fiume della penisola balcanica lungo 346 km. Nasce dalla confluenza dei fiumi Tara e Piva che scaturiscono dal Montenegro e termina nella Sava di cui è un affluente destro.
Oggi segna il confine tra la Bosnia ed Erzegovina e la Serbia, mentre in passato, dal 395 d.C., anno della morte dell'imperatore Teodosio I (379-395), divenne la linea di demarcazione tra Impero romano d'Oriente ed Impero romano d'Occidente. Al centro di un antico ponte sulla Drina è murato un cippo romano attestante tale divisione.
Complice il maltempo e le forti piogge, nel gennaio 2023, è teatro di un grande accumulo di rifiuti galleggianti: bottiglie di plastica, pneumatici, elettrodomestici e rifiuti di vario tipo in notevoli quantità sono stati trascinati dalle correnti del fiume e si sono bloccati all’interno di una barriera costruita vicino a una centrale idroelettrica nei pressi della città di Visegrad, non lontana dal confine con la Serbia.